# Публий Манлий Капитолин
Публий Манлий Капитолин (на латински: Publius Manlius Capitolinus) e политик на Римската република през 4 век пр.н.е.
През 379 пр.н.е. е консулски военен трибун със седем други колеги. През 368 пр.н.е. е диктатор вместо Марк Фурий Камил, а през 367 пр.н.е. е отново консулски военен трибун, с пет други колеги.